# I've Been Thinking About You
Singles de Londonbeat
Falling in Love Again
(1990) A Better Love
(1991)
I've Been Thinking About You est une chanson du groupe anglo-américain Londonbeat, sortie en single en 1990 comme premier extrait de l'album In the Blood.
Le titre connaît un important succès international, se classant en tête des ventes dans de nombreux pays.

## Liste des titres
- 45 tours et CD single
  1. I've Been Thinking About You — 3:49
  2. 9 A.M. (live at Moles) — 5:49

- CD maxi
  1. I've Been Thinking About You (7" version) — 3:49
  2. I've Been Thinking About You (c'est wot mix) — 5:38
  3. 9 A.M. (live at Moles) — 5:49

- CD maxi (États-Unis) et cassette audio
  1. I've Been Thinking About You (def 12" mix) — 6:50
  2. I've Been Thinking About You (red zone mix) — 4:42
  3. I've Been Thinking About You (reprise) — 1:33
  4. I've Been Thinking About You (vocal dub) — 5:50
  5. I've Been Thinking About You (the eclipse mix) — 4:12
  6. I've Been Thinking About You (trak mix) — 3:05

- Maxi 45 tours
  1. I've Been Thinking About You (c'est wot mix)
  2. I've Been Thinking About You (force feel dub mix)
  3. I've Been Thinking About You (7" version)

- Maxi 45 tours
  1. I've Been Thinking About You (extended club mix)
  2. I've Been Thinking About You (radio edit)
  3. I've Been Thinking About You (instrumental)
  4. I've Been Thinking About You (dub)

## Classements hebdomadaires et certifications
| Classement (1990/1991)                 | Meilleure position |
| -------------------------------------- | ------------------ |
| Allemagne (GfK Entertainment)          | 1                  |
| Australie (ARIA)                       | 1                  |
| Autriche (Ö3 Austria Top 40)           | 1                  |
| Belgique (Flandre Ultratop 50 Singles) | 1                  |
| Canada (RPM 100 Singles)               | 1                  |
| Espagne (Promusicae)                   | 1                  |
| États-Unis (Billboard Hot 100)         | 1                  |
| États-Unis (Hot Dance Club Songs)      | 1                  |
| Europe (Eurochart Hot 100)             | 1                  |
| Finlande (Suomen virallinen lista)     | 1                  |
| France (SNEP)                          | 11                 |
| Irlande (IRMA)                         | 9                  |
| Italie (FIMI)                          | 1                  |
| Norvège (VG-lista)                     | 2                  |
| Nouvelle-Zélande (RMNZ)                | 5                  |
| Pays-Bas (Nederlandse Top 40)          | 1                  |
| Pays-Bas (Single Top 100)              | 1                  |
| Royaume-Uni (UK Singles Chart)         | 2                  |
| Suède (Sverigetopplistan)              | 1                  |
| Suisse (Schweizer Hitparade)           | 1                  |

| Pays              | Certification | Unités certifiées |
| ----------------- | ------------- | ----------------- |
| Allemagne (BVMI)  | Or            | 250 000           |
| Australie (ARIA)  | Platine       | 70 000            |
| Autriche (IFPI)   | Or            | 25 000            |
| États-Unis (RIAA) | Or            | 500 000           |
| Pays-Bas (NVPI)   | Platine       | 100 000           |
| Royaume-Uni (BPI) | Argent        | 200 000           |
| Suède (GLF)       | Platine       | 50 000            |